# Boxweltmeisterschaften der Frauen 2001
Die 1. Amateur-Boxweltmeisterschaften der Frauen fanden vom 27. November bis 2. Dezember 2001 in Scranton, Vereinigte Staaten statt.

## Medaillengewinnerinnen
| Gewichtsklasse                       | Gold                              | Silber                             | Bronze                                                      |
| ------------------------------------ | --------------------------------- | ---------------------------------- | ----------------------------------------------------------- |
| Halbfliegengewicht (– 45 Kilogramm)  | Jelena Sabitowa Russland          | Mária Norozenik Ungarn             | Kim Peturson Kanada Camelia Negrea Rumänien                 |
| Fliegengewicht (– 48 Kilogramm)      | Hülya Şahin Türkei                | Mary Kom Indien                    | Jamie Behl Kanada Carina Moreno Vereinigte Staaten          |
| Bantamgewicht (– 51 Kilogramm)       | Simona Galassi Italien            | Tammy de Laforest Kanada           | Diana Ungureanu Rumänien Katrin Enoksson Schweden           |
| Federgewicht (– 54 Kilogramm)        | Jelena Karpatschowa Russland      | Audrey Garcia Frankreich           | Renate Medby Norwegen Wendy Broad Kanada                    |
| Leichtgewicht (– 57 Kilogramm)       | Zhang Maomao Volksrepublik China  | Henriette Birkeland Kitel Norwegen | Alexandra Matheus Dänemark Jeannine Garside Kanada          |
| Leichtweltergewicht (– 60 Kilogramm) | Crystelle Samson Kanada           | Tatjana Tschalaja Russland         | Teuta Cuni Schweden Amber Gideon Vereinigte Staaten         |
| Weltergewicht (– 63,5 Kilogramm)     | Frida Wallberg Schweden           | Myriam Lamare Frankreich           | Donna Mancuso Kanada Cristina Cerpi Italien                 |
| Mittelgewicht (– 67 Kilogramm)       | Irina Sinezkaja Russland          | Natalie Brown Jamaika              | Melanie Horne Neuseeland Tristan Whiston Kanada             |
| Halbschwergewicht (– 71 Kilogramm)   | Ivett Pruzsinsky Ungarn           | Nicht vergeben                     | Irina Smirnowa Moldau Nurcan Çarkçı Türkei                  |
| Schwergewicht (– 75 Kilogramm)       | Anna Laurell Schweden             | Anita Ducza Ungarn                 | Swetlana Andrejewa Russland Guo Shuai Volksrepublik China   |
| Schwergewicht (– 81 Kilogramm)       | Olga Domuladschanowa Russland     | Viktória Kovács Ungarn             | Faye Jacobs Hollins Vereinigte Staaten Tanya Fowlyer Kanada |
| Schwergewicht (– 90 Kilogramm)       | Devonne Canady Vereinigte Staaten | Mária Kovács Ungarn                | Selma Yağcı Türkei Marija Reingardt Russland                |